# 미얀마 국제항공
미얀마 국제항공(영어: Myanmar Airways International, 버마어: အပြည်ပြည်ဆိုင်ရာ မြန်မာ့လေကြောင်း)은 미얀마의 국영 항공사로 양곤 국제공항이 허브 공항으로 1946년에 유니온 오브 버마 항공(영어: Union of Burma Airways)으로 설립되었고 주로 아시아 지역을 중심으로 국제선 노선이 운항하고 있다.

## 운항 노선
- 2015년 8월 기준으로 미얀마 국제항공은 다음과 같은 노선을 운항하고 있다.[1][2][3][4][5]

### 코드쉐어 협정
- 미얀마 국제항공은 다음과 같은 항공사와 코드쉐어 협정을 체결하고 있다.[6]

| - 가루다 인도네시아 항공 (스카이팀) - 대한항공 (스카이팀) - 로열 브루나이 항공 - 말레이시아 항공 (원월드) - 스리랑카 항공 (원월드) - 아시아나항공 (스타 얼라이언스) - 에어 KBZ |

## 보유 기종

### 현재 사용하는 기종
- 2021년 1월 기준으로 미얀마 국제항공은 다음과 같은 기종을 보유하고 있다.[7][8]

## 사진

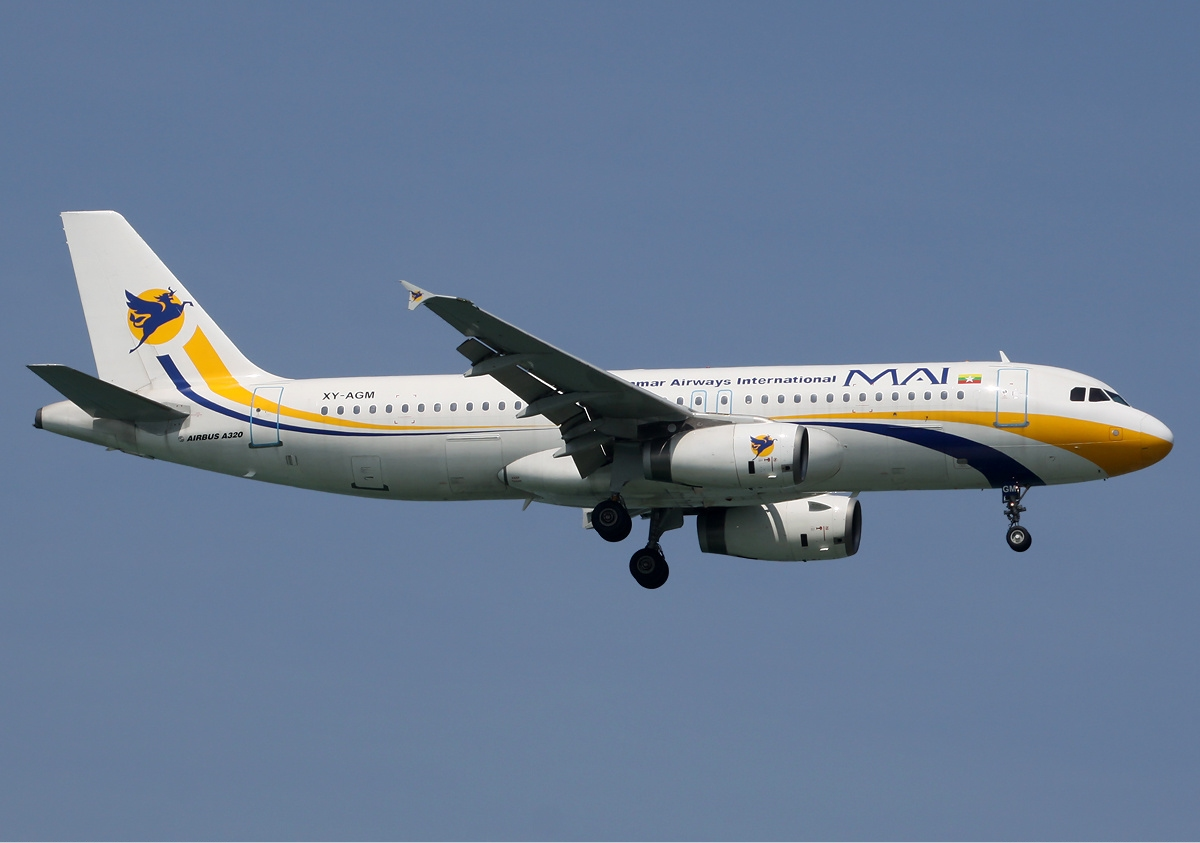
미얀마 국제항공의 에어버스 A320-200
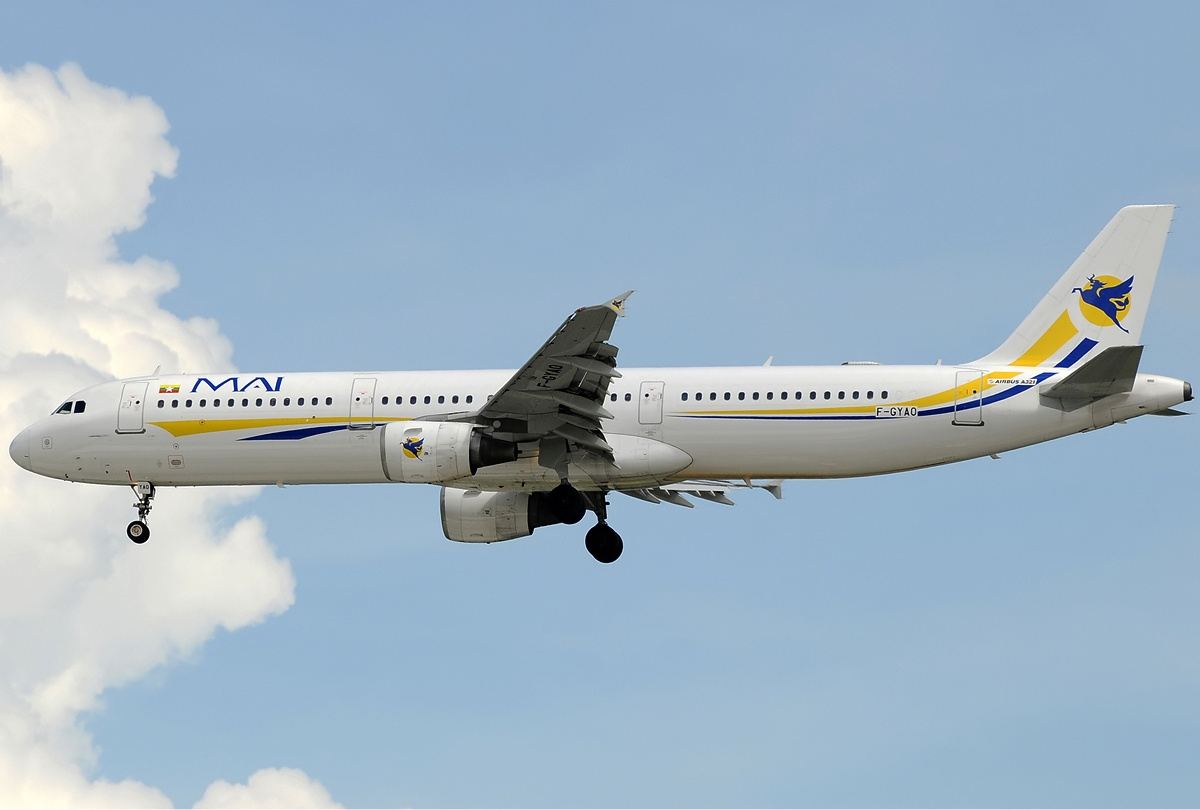
미얀마 국제항공의 에어버스 A321-200
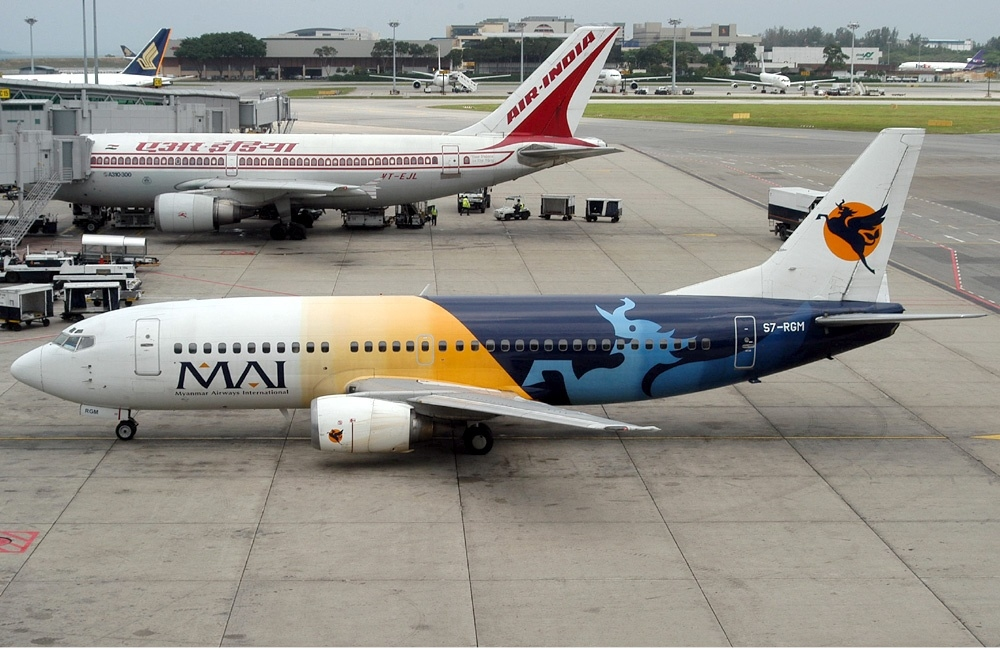
미얀마 국제항공의 보잉 737-300